# Isleria hauxwelli
El hormiguerito de Hauxwell (Isleria hauxwelli), también denominado hormiguerito u hormiguero culipinto (en Colombia), hormiguerito de garganta simple, hormiguerito golillano (en Ecuador) u hormiguerito de garganta llana (en Perú), es una especie de ave paseriforme de la familia Thamnophilidae, una de las dos perteneciente al género Isleria. Es nativa de la cuenca amazónica en Sudamérica.

## Distribución y hábitat
Se distribuye desde el sureste de Colombia], hacia el sur por el este de Perú, hasta el norte de Bolivia, y hacia el este, por la Amazonia brasileña, al sur del río Amazonas, hasta el este de Pará y oeste de Maranhão.
Esta especie es considerada bastante común en su hábitat natural: el suelo o cerca, de selvas húmedas de baja altitud y los pantanos, tropicales y subtropicales. Hasta los 600 m s. n. m.

## Descripción
Mide entre 8,5 y 9,5 cm de longitud y pesa entre 9 y 12 g. La cola es corta. El macho es gris uniforme, ligeramente más pálido por abajo, con una mancha blanca dorsal semioculta. Alas negruzcas con dos barras y ápice blancos en las terciarias; supracaudales y ápices de las plumas de la cola blancos. La hembra es pardo oliváceo por arriba, con la misma mancha blanca del macho, cola y alas como en el macho pero con pardo amarillento substituyendo al blanco; por abajo es rufo canela.

## Comportamiento
A diferencia de otros miembros del género Myrmotherula permanece en niveles cercanos al suelo, a menudo aferrado a los árboles jóvenes. A menudo encontrado en parejas, hurgando cerca del suelo, frecuentemente cerca de corrientes de agua o locales pantanosos; usualmente no se juntando a bandadas mixtas.

### Alimentación
En la busca de alimento recuerda a los hormigueros del género Hylophylax, como éstos, a menudo colgándose de tallos finos verticales.

### Vocalización
El canto es una serie de sei a diez notas altas y penetrantes «tuiii» que comienzan lentamente y aumentan en volumen. Los llamados de contacto incluyen un «chic!» agudo.

## Sistemática

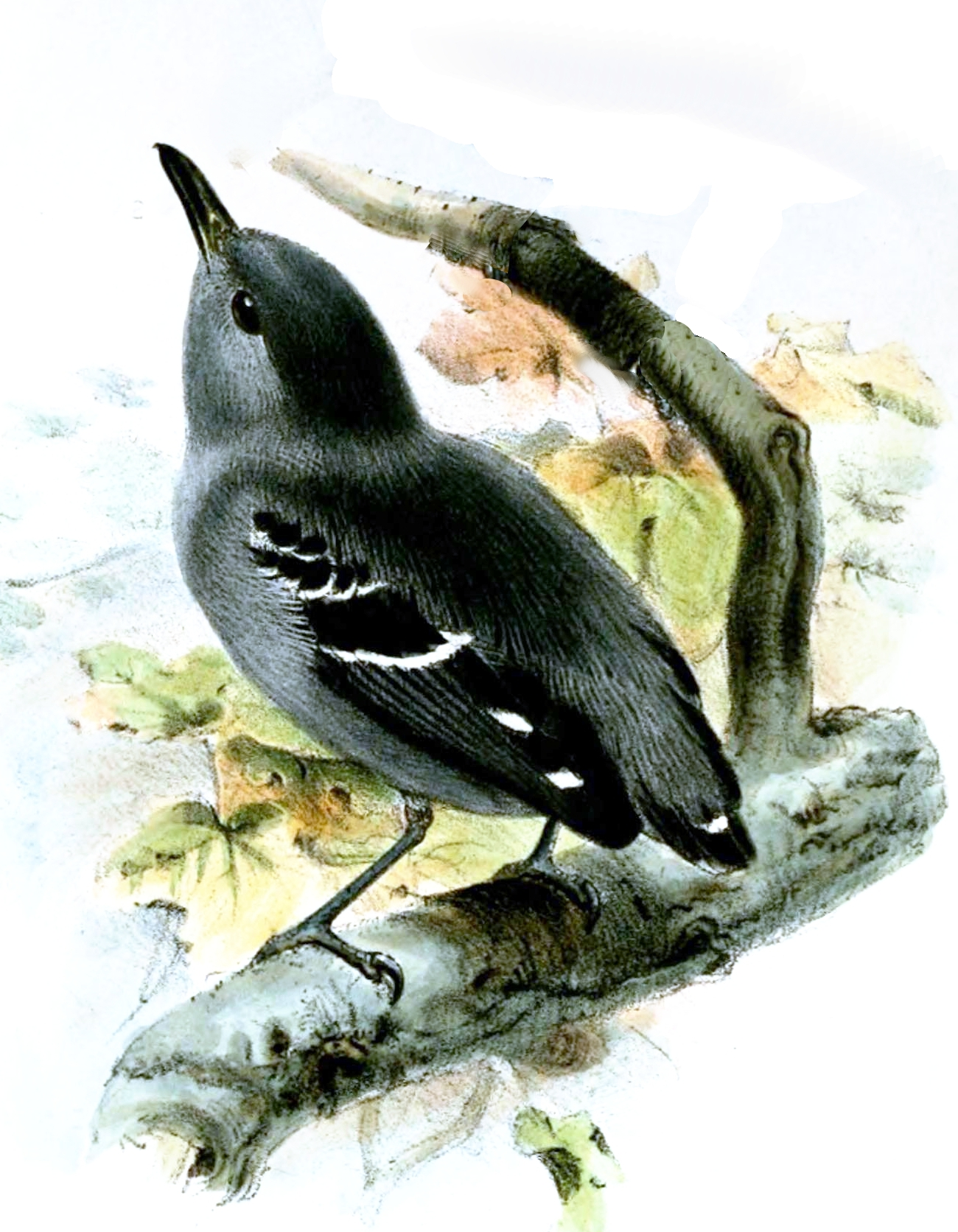
Formicivora hauxwelli = Isleria hauxwelli; ilustración de Wolf, para Proceedings of the Zoological Society of London, 1857.

### Descripción original
La especie I. hauxwelli fue descrita por primera vez por el zoólogo británico Philip Lutley Sclater en 1857 bajo el nombre científico Formicivora hauxwelli; la localidad tipo es: «Chamicuros, Loreto, Perú».

### Etimología
El nombre genérico femenino «Isleria» conmemora a los ornitólogos estadounidenses Morton L. Isler y Phyllis R. Isler; y el nombre de la especie «hauxwelli» conmemora al colector británico John Hauxwell.

### Taxonomía
Los resultados de análisis realizados por Bravo et al (2012), de filogenia molecular densamente ejemplificados de la familia Thamnophilidae, confirmaron que las especies Myrmotherula guttata y M. hauxwelli eran solamemente parientes distantes de otras especies de Myrmotherula, y mostraron que son hermanas del género Thamnomanes  Debido a que los niveles de divergencia fenotípica, ecológica y comportamental entre guttata-hauxwelli y Thamnomanes no garantizarían incluir estas dos especies en un género Thamnomanes ampliado, fue descrito un nuevo género Isleria para aquellas. La propuesta aprobada N° 518 al Comité de Clasificación de Sudamérica (SACC) reconoció el nuevo género.
Es pariente próxima de I. guttata. La subespecie descrita clarior (del centro de Brasil) parece cruzar clinalmente con la nominal y está incluida en ella. La subespecie suffusa parece ser muy similar a la nominal y tal vez no sea separable de la misma.

### Subespecies
Según la clasificación Clements Checklist v.2018 se reconocen tres subespecies, con su correspondiente distribución geográfica:
- Isleria hauxwelli suffusa J. T. Zimmer, 1932 - sureste de Colombia (desde Meta al sur a lo largo de la base de los Andes, al este hasta el este de Vaupés), extremo noroeste de la Amazonia en Brasil (oeste del río Japurá), este de Ecuador y noreste de Perú (Loreto y Amazonas al norte del río Marañón).
- Isleria hauxwelli hauxwelli (P. L. Sclater, 1857) - este de Perú (sur del río Amazonas y Marañón), suroeste y centro sur de la Amazonia brasileña (al este hasta el río Xingú en Pará, al sur hasta Acre y suroeste y norte de Mato Grosso) y noroeste y noreste de Bolivia (Pando, Beni, La Paz, noreste de Santa Cruz).
- Isleria hauxwelli hellmayri Snethlage, 1906 - este del río Xingú en el este de Pará y oeste de Maranhão.

La lista del Congreso Ornitológico Internacional (IOC) aparte de las subespecies arriba descritas, reconoce a:
- Isleria hauxwelli clarior (J. T. Zimmer, 1932) - centro de Brasil.